# David Emil Andersen
David Emil Andersen (Carlton, Victòria, 23 de juny de 1980) és un exjugador australià de bàsquet amb passaport danès. El 2008 jugava al Regal FC Barcelona a la lliga ACB. És un pivot de 2,12, que tant pot jugar a la zona com també pot llançar des de la línia de 6,25.

## Carrera
Andersen començà a jugar a basquetbol a l'Australian Institute of Sport. Signà el seu primer contracte professional amb el Wollongong Hawks.

### Europa
Després d'un any es traslladà a Itàlia per fitxar per la Kinder Bologna, on guanyà diversos títols en quatre anys a l'equip. L'estiu del 2003 fitxà pel Montepaschi Siena on guanyà una altra lliga italiana de bàsquet. La temporada següent marxà al CSKA Moscou on es proclamà campió de l'Eurolliga. La temporada 2008-09 jugà al FC Barcelona, on guanyà la lliga ACB. També ha jugat a la selecció australiana de bàsquet, amb la qual disputà els Jocs Olímpics de 2008.

### NBA
La temporada 2009/10 fitxà pels Houston Rockets per ocupar la posició del gegant xinès, Yao Ming (lesionat).